# André Lemmi
André Lemmi (* 15. Juni 1990) ist ein brasilianischer Biathlet.
André Lemmi startete im August 2010 bei den Biathlon-Südamerikameisterschaften in Portillo und Bariloche. Bei der Meisterschaft, die als Rennserie ausgetragen wurde, wurde Lemmi in Portillo 19. des Einzels, 19. im Sprintrennen und 18. im Massenstart. Beim Sprint in Bariloche startete er nicht. In der Gesamtwertung, in die nur drei Rennen eingingen, belegte er den 18. Platz.